# Kyong Mee Choi
Kyong Mee Choi és una compositora, organista, pintora i artista visual coreana. És professora de composició a la Universitat de Roosevelt. La seva obra com a compositora inclou obres per a instrument solista, duos de piano, música de cambra, obres d'electrònica sola, una obra per a ensemble d'ordinadors portàtils, obres de solo, duo i cambra amb electrònica, una obra per a ensemble de percussió, una obra per a conjunt de vents, obres orquestrals, una òpera i obres amb vídeo.